# Alejandro Lerroux
 (avril 2023).
Si vous disposez d'ouvrages ou d'articles de référence ou si vous connaissez des sites web de qualité traitant du thème abordé ici, merci de compléter l'article en donnant les références utiles à sa vérifiabilité et en les liant à la section « Notes et références ».
Pour les articles homonymes, voir García.
Alejandro Lerroux García (4 mars 1864 - 25 juin 1949) est un journaliste et un homme politique espagnol, dirigeant du Parti républicain radical et chef du gouvernement de 1933 à 1935.

## Biographie
Alejandro Lerroux est né le 4 mars 1864 à La Rambla en Andalousie. Après une éducation religieuse très stricte, il s’intéresse aux milieux financiers tandis que ses discours anti-cléricaux sont alors qualifiés de populistes mais sa popularité est réelle notamment auprès de la classe ouvrière de Barcelone. Dans sa jeunesse, il commence sa carrière politique aux côtés des républicains radicaux de Ruiz Zorrilla, et fait connaître ses opinions dans divers périodiques dont il fut le directeur (El Progreso, El Intransigente et El Radical). Il fut membre de la franc-maçonnerie.
En 1901, il est élu député, réélu en 1903 et 1905 sous l'étiquette de l'Union républicaine qu'il a fondée avec Nicolás Salmerón.
En 1906, la défection de Salmerón vers les nationalistes catalans amène Lerroux à créer en 1908 le Parti républicain radical et à affronter le nationalisme catalan alors en plein essor. Il est contraint à l'exil à plusieurs reprises, pour échapper à des condamnations prononcées à l'encontre de ses articles ou après la dure répression de 1909 à Barcelone.
En 1910, il rejoint l'alliance républicaine socialiste et est élu député. Impliqué par la suite dans divers scandales, il perd de son aura dans l'électorat barcelonais.
Après la dictature de Miguel Primo de Rivera (1923-1930), il participe aux comités révolutionnaires qui obtiennent la chute de la monarchie et du roi Alphonse XIII et la proclamation de la république en 1931.
Il participe à une coalition de gauche qui soutient les réformes de Manuel Azaña (1931-1933), dont il devient le ministre d'État en 1931.
Le 19 novembre 1933, Lerroux est choisi par le président de la république pour prendre la direction du gouvernement après la victoire de la CEDA de José María Gil-Robles.
De 1933 à 1935, il dirige un gouvernement radical qui comporte une minorité de ministres issus de la CEDA. C'est le gouvernement de Lerroux qui fait appeler le général Franco pour rétablir l'ordre dans les Asturies en 1934.
En 1935 il est impliqué dans plusieurs scandales financiers, celui du Straperlo et, dans une moindre mesure, l'affaire Nombela, une affaire de corruption, causant un choc important dans l'opinion publique. Selon Raymond Carr, « les conséquences, dues moins à sa corruption personnelle qu'à son incompétence administrative de bohémien, firent tomber le gouvernement de coalition de la CEDA et les radicaux discréditèrent Lerroux dans l'opinion publique (…) et mirent fin au contrôle que celui-ci exerçait sur son parti ». Cela signifie le déclin irrémédiable du Parti radical et la fin de la carrière politique d'Alejandro Lerroux, qui n'est pas reconduit dans ses fonctions parlementaires en février 1936.
Quand la guerre d'Espagne éclate en juillet, il s'exile au Portugal. Il revient en Espagne en 1947 et meurt à Madrid le 25 juin 1949.